# Astrid Proll

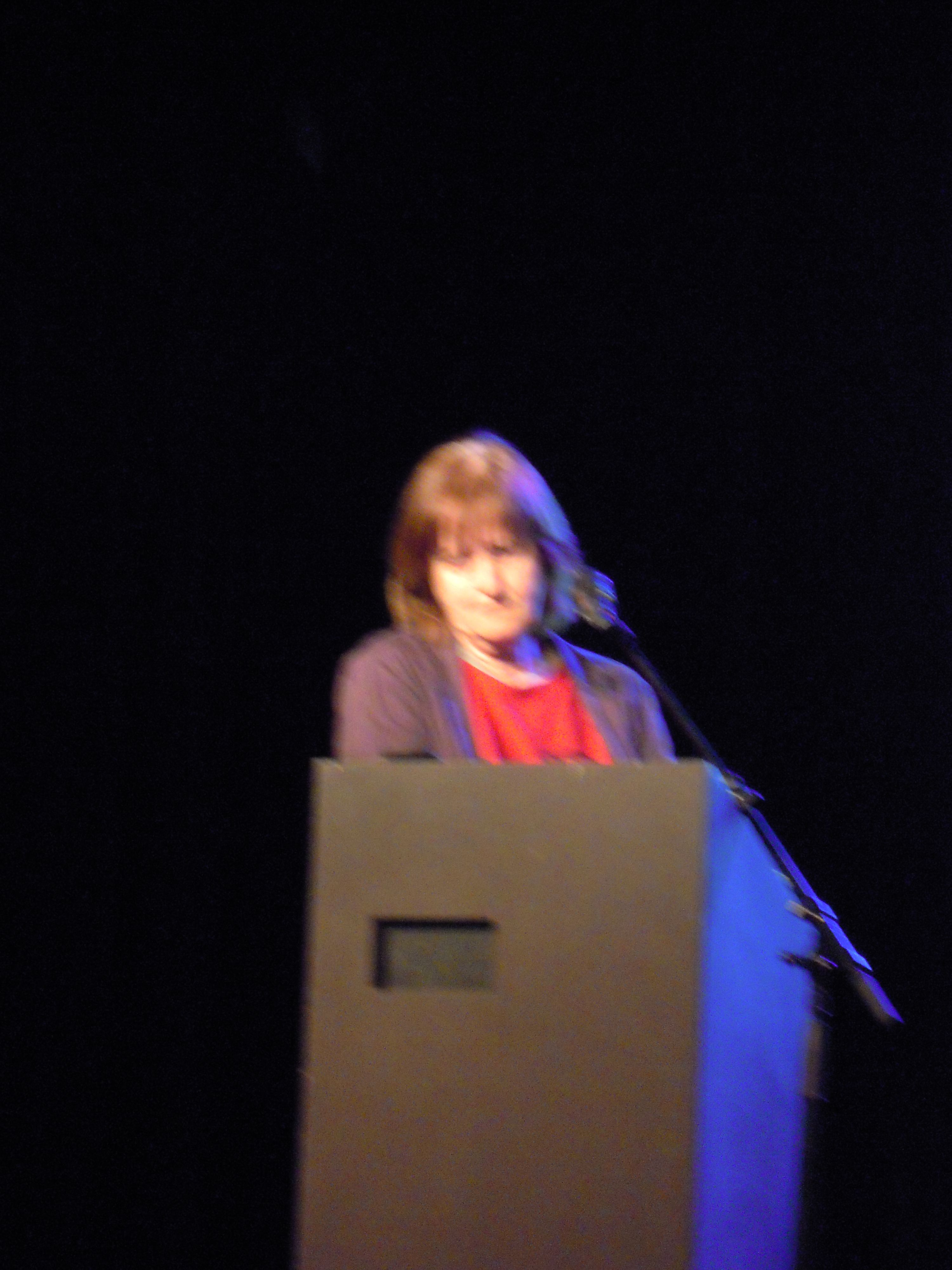
Astrid Proll (2011)

Astrid Proll (* 29. Mai 1947 in Kassel) wurde als Mitgründerin der linksextremistischen terroristischen Vereinigung Rote Armee Fraktion (RAF) bekannt. Sie war an der Befreiung von Andreas Baader beteiligt und von 1971 bis 1974 sowie 1978 bis 1980 inhaftiert. Danach wurde sie als Fotografin, Autorin und Redakteurin tätig.

## Leben
Astrid Proll ist die Tochter des Kasseler Architekten Konrad Proll und der Lehrerin Hildegard Proll. Nachdem ihr älterer Bruder Thorwald Proll zusammen mit Andreas Baader, Gudrun Ensslin und Horst Söhnlein wegen Kaufhaus-Brandstiftungen am 2. April 1968 verhaftet worden war, besuchte sie die Gefangenen und schloss sich ihnen an, als diese wegen einer eingelegten Revision zunächst wieder frei kamen. Sie brach eine Ausbildung zur Fotografin an der Berliner Lette-Schule ab und folgte ihnen nach Frankfurt zur Kampagne gegen die Unterbringung von Jugendlichen in geschlossenen Erziehungsheimen, der sogenannten Heimkampagne. Nachdem das Revisionsverfahren im November 1969 abgelehnt worden war, ging sie mit Baader und Ensslin in den Untergrund, obwohl sie selbst noch nicht gesucht wurde. Söhnlein trat seine Haftstrafe an, ein Jahr später ebenso Thorwald Proll.
Am 6. Mai 1971 wurde Astrid Proll verhaftet. Sie wurde 119 Tage im „toten Trakt“ der JVA Köln-Ossendorf untergebracht und in dieser Zeit als erstes RAF-Mitglied von anderen Gefangenen isoliert. In derselben Zelle wurde später Ulrike Meinhof untergebracht.
Proll machte eine Verhandlungsunfähigkeit durch die Isolationshaft geltend. Das Gericht folgte in einer vielbeachteten und einmaligen Entscheidung diesem Antrag, brach die Hauptverhandlung ab und entließ Proll am 4. Februar 1974 aus der Untersuchungshaft. In anderen Verfahren versuchten RAF-Mitglieder, vorher und nachher vielfach Verhandlungsunfähigkeit geltend zu machen, die durch die Haftbedingungen ausgelöst sei, was stets abgewiesen wurde. Im Dezember 1974 änderte der Deutsche Bundestag die Strafprozessordnung dahingehend, dass eine Verhandlung auch ohne Angeklagte fortgesetzt werden kann, wenn diese ihre Verhandlungsunfähigkeit selbst herbeigeführt haben, etwa durch Hungerstreik.
Kurz nach ihrer Haftentlassung setzte Proll sich illegal nach Großbritannien ab und blieb mehrere Jahre unentdeckt. Dort arbeitete sie unter verschiedenen Namen unter anderem als Parkaufseherin und Automechanikerin.
Am 15. September 1978 wurde Proll, die sich zu diesem Zeitpunkt „Anna Puttick“ nannte, in London verhaftet und nach einem etwa einjährigen Rechtsstreit und großflächiger Berichterstattung in der englischen Boulevardpresse an die Bundesrepublik ausgeliefert. Am 22. Februar 1980 wurde sie wegen Raubüberfalls und Urkundenfälschung zu einer Freiheitsstrafe von fünfeinhalb Jahren verurteilt. Die Untersuchungshaft in Deutschland und Großbritannien wurde angerechnet und die Reststrafe zur Bewährung ausgesetzt.
Seit Anfang der 1980er arbeitet Proll als Fotografin, Autorin und Redakteurin. Unter anderem war sie als Bildredakteurin für die Magazine Tempo, Der Spiegel und Time sowie die Zeitung The Independent tätig.
2004 wurde ihr als ehemaliger Terroristin die Einreise in die USA zum Begräbnis ihrer Mutter verwehrt.

## Veröffentlichungen
- Hans und Grete, die RAF 67–77. Steidl, Göttingen 1998, ISBN 978-3-88243-562-7. Aktualisierte und erweiterte Neuauflage[10] unter dem Titel Hans und Grete. Bilder der RAF 1967–1977. Aufbau-Verlag, Berlin 2004, ISBN 3-351-02597-1.
- Baader Meinhof: pictures on the run 67-77. Scalo, Zürich 1998, ISBN 978-3-931141-84-4
- Goodbye to London: Radical Art and Politics in the 70’s (Katalog zur gleichnamigen Ausstellung vom 26. Juni bis 15. August 2010 in der Neuen Gesellschaft für Bildende Kunst in Berlin). Hatje Cantz Verlag, Ostfildern 2010, ISBN 978-3-7757-2739-6